# Bulcsú harka
Bulcsú (? – Regensburg, 955) harka (a krónikák Vérbulcsúja) a magyar törzsszövetség harmadik legmagasabb tisztségviselője volt a 10. század közepén. A kalandozások kései korszakának legnagyobb formátumú alakja, személyével több törzs hadi erejét összefogta. Tarmacsuval (Tormás), Árpád fejedelem dédunokájával Bíborbanszületett Konstantin bizánci császárnál járt követségben, az ekkor kapott információkat a császár megőrizte az utókor számára, innen vannak információink Magyarország ekkori viszonyairól. 955-ben, a Lech-mezei csatavesztés után Regensburgban – Lehellel együtt – kivégezték.

## Származása
Bulcsú születési idejéről semmit sem tudunk, Bíborbanszületett Konstantin császár hiteles információja szerint apja Kál volt, aki szintén viselte a harka címet. Tarmacsu családjával ellentétben a császár nem számol be Bulcsú további felmenőiről, így feltételezhető, hogy az apja volt az első, aki a tisztséget birtokolta a családban. A 13. század elején alkotó Anonymus Bogát fiának mondja Bulcsút. Ez az állítás különösen Konstantin adatával egybevetve tűnik megbízhatatlannak, noha a 921-ben Itáliába hadat vezető Bogát valóban egy generációval korábban élt.
Makkai László az Erdély története című könyvben kifejti, Bulcsú apja, Kál, Bogát harka után, 921 körül kaphatta meg a harka méltóságot, amikor Bogátot a gyula méltóságára emelték. Anonymus művében erősen keverte a honfoglalás kori személyneveket és méltóságneveket (gyula, harka). Helynévi adatok részletes elemzéséből valószínűsíthető, hogy az első gyula Erdélyben az a Bogát volt, aki Liudprand Antapodosisában 921-ben I. Berengár itáliai királyt „Dursac rex” (valószínűleg Árpád fia Tarkacsu) kíséretében magyar sereggel segítette meg. Ebben az esetben, Anonymus adatait is szétszálazva, az a kép alakul ki, miszerint az erdélyi gyulák őse Tétény harka volt, fia Bogát harka, akit a gyula méltóságra emeltek, amikor 921 után a Kárpát-medence nyugati részéről Erdélybe költözött, és az ő fia volt Zombor gyula, a Zsombor nemzetség őse.
A 13. századi Kézai Simon valóságos mondát kerített a Vérbulcsú név köré: eszerint „nagyapját Krimhild csatájában a németek megölték, és ő erről biztos tudomást szerzett, hogy bosszút álljon, több németet nyárson süttetett meg, s állítólag olyan kegyetlenséggel tombolt ellenük, hogy némelyiküknek úgy itta a vérét, mint a bort”. Anonymus Bulcsút a „vér emberének” nevezte.

## Szálláshelye
Kézai Simon Gesta Hunnorum et Hungarorum-ában arról számol be, hogy „Vérbulcsú a hagyomány szerint Zalában, a Balaton tó környékén szállt meg”. A 14. századi krónikaszerkesztmény, amely Kézai gesztájához hasonlóan szintén korábbi történeti műveken alapul, a honfoglaló magyarok „hetedik kapitányának” nevezi Bulcsút, aki „a hír szerint a Balaton környékén verte fel sátrait”. Nem lehet biztosan tudni, hogy ezek az leírások a szóbeli hagyományt őrizték -e meg, avagy csak a Vérbulcsú (Lád)- nemzetség Zala és Veszprém megyei birtokhelyeit vetítették vissza egy korábbi korba. A zalai táj nem esett messze sem Bizánc, sem a nyugati országok határaitól, Bulcsú pedig mindkét irányban aktív politikát folytatott.

## Bizánci követjárása

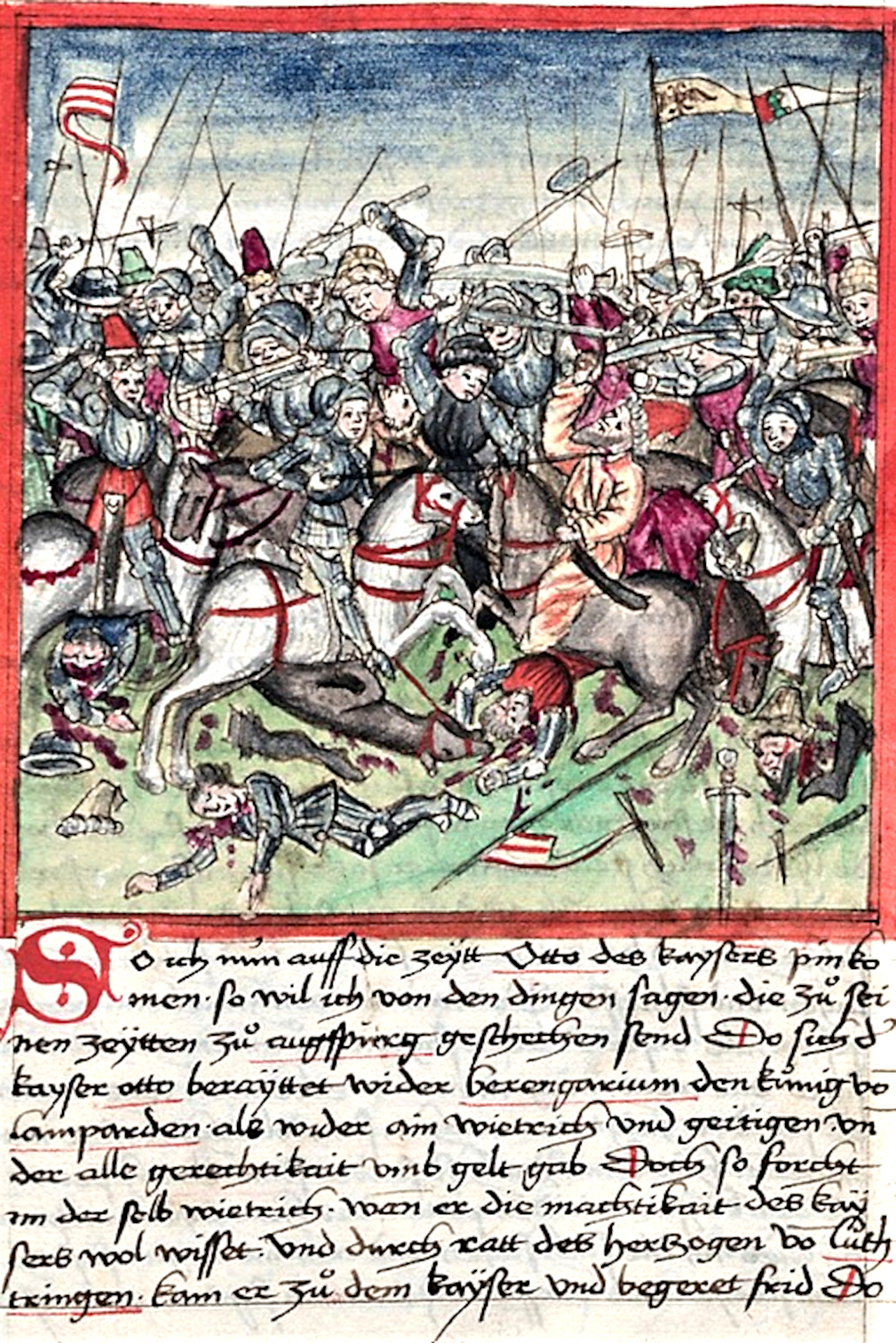
A 955-ös Augsburgi csata. Hektor Mülich 1457-ben készített könyvillusztrációja Sigmund Meisterlins Nürnberg város történetét leíró munkájához.

948-ban Bizáncban járt magyar küldöttség élén. Itt megkeresztelkedett (947-50 körül) és a császár „kedves fiának” nevezte, patriciusi ranggal és aranylánccal jutalmazta.

## Nyugati hadjáratai
A német területekre valószínűleg több alkalommal is vezetett hadjáratot és adófizetésre kényszerítette őket.
954-ben I. Ottó német király ellen fellázadt fia, Liudolf és veje, Konrád lotaringiai herceg vezetésével számos német főúr. A lázadók a magyaroktól kértek segítséget akik a már öt éve hiányolt zsákmány, valamint az adóztatás felújítása reményében Bulcsú harka vezetésével küldtek sereget. A lázadó hercegek az utolsó pillanatban meggondolták magukat, s Bulcsút a Rajnán túlra irányították, maguk pedig behódoltak a királynak. 955-ben a bajor urak lázadtak fel, ismét magyar segítséget kértek, akik Bulcsú, Lél és Súr vezetésével érkeztek. A magyar sereg Augsburg mellett döntő vereséget szenvedett, a hazatérő magyar vezéreket elfogták és felakasztották Regensburgban.
Ióannész Szkülitzész bizánci történetíró szerint Bulcsút Ottó király karóba húzatta, de ez egy másfél évszázaddal későbbi közlés, Widukind és Augsburgi Gerhard szerint I. Henrik bajor herceg felakasztatta.
A seregből – a mondák szerint – csupán hét megcsonkított „gyászmagyar” vergődött haza. A német haderő is nagy vérveszteséget szenvedett (több főpap, herceg is meghalt a harcokban). A valóságban a csata után évtizedekre patthelyzet alakult ki, sem a magyarok nem indítottak nyugati, sem a németek magyarok elleni hadjáratokat, azaz a megsemmisítő vereség erős krónikaírói túlzás lehet. Ugyanolyan legenda, mint Lehel kürtjéé.